# Каменушка (река, Сахалин)
Каменушка — река на острове Сахалин. Длина реки — 33 км. Площадь водосборного бассейна — 93 км².
Берёт начало с Южного склона горы Черняховского Центрального хребта Восточно-Сахалинских гор. Течёт в общем южном направлении, низовья реки заболочены. Впадает в реку Владимировка правым притоком в 8,6 км от её устья. Протекает по территории Поронайского городского округа Сахалинской области.
Основные притоки — Мостовой, Охотничья; впадают слева.

## Данные водного реестра
По данным государственного водного реестра России относится к Амурскому бассейновому округу.
Код объекта в государственном водном реестре — 20050000212118300003143.